# Stumpffia psologlossa
Stumpffia psologlossa Boettger, 1881 è una rana della famiglia Microhylidae, endemica del Madagascar.

## Distribuzione e habitat
Questa specie ha un areale ristretto all'isola di Nosy Be e alla regione di Manongarivo nel Madagascar nord-occidentale.
Vive nella lettiera della foresta pluviale ma si adatta anche a vivere nelle zone di foresta degradata o nelle piantagioni.